# نادية سري
نادية باهر سري (29 سبتمبر 1958 -) هي فنانة تشكيلية مصرية.

## حياتها
مواليد القاهرة عام 1958 أقامت وشاركت بالعديد من المعارض المحلية والدولية كما حصلت على جوائز وشهادات تقدير عديدة وكرمتها وزارة الثقافة عام 2015 لحصولها على الجائزة الأولى لبينالي الإكوادور الدولي الخامس وعام 2012 لحصولها على الجائزة الخاصة للتصوير بالألوان المائية لبينالي الإكوادور الدولي الرابع. لها مقتنيات بمتحف الفن المصري الحديث، المتحف الزراعي، متحف الفن الحديث بالقصر الثقافي الإكوادوري، وزارة الخارجية المصرية، الجامعة الأمريكية بالقاهرة بالإضافة إلى مقتنيات بالسفارات وغيرها. تخرجت من جامعة عين شمس سنة 1980 وحصلت على شهادة كامبردج فرست سرتفكت أن أنجلش سنة 1980 عملت بوظائف تتعلق بمجالات الدراسة – حاليا متفرغة للإنتاج الفني. بداية ظهور تعلقها الشديد بالفن كان في مرحلة مبكرة من الطفولة حيث بدأت ترسم قبل تعلم الكتابة بالمدرسة ولكن ظروف الحياة لم تمكنها من الالتحاق بكلية الفنون الجميلة في هذا الوقت وعلى الرغم من ذلك لم تتوقف عن الرسم وقراءة كل ما يصل إلى يدها من المراجع الفنية وزيارة المتاحف المحلية والعالمية، عندما سمحت لها الظروف درست الفن مع كبار الفنانين المصريين والأجانب وحصلت على شهادة من مدرسة ايفان بليبن الروسية للفنون بالإضافة إلى الدراسات الميدانية مع مجموعات من الفنانين المصريين والأجانب داخل أرض الوطن.

## العضوية
- نقابه الفنانين التشكيليين – شعبة التصوير
- جمعية الاهلية للفنون الجميلة
- أتيليه القاهرة – جماعة الفنانين والكتاب
- جمعية المحافظة على التراث المصرى
- جماعة صحبة فن
- جمعية محبى الفنون الجميلة

## معارض خاصة
- معرض (الحقيقة والخيال) بقاعة شاديكور فبراير عام 2006
- معرض بمركز سعد زغلول بمتحف بيت الامة بعنوان (واقع الخيال) أبريل عام 2006.
- معرض (بين التأمل والحلم) بالمركز الثقافي الروسي بالاسكندرية أغسطس 2006
- معرض (خواطر من القلب) بقاعة ايوارت بالجامعة الامريكية مارس 2007
- معرض (لمسات) بمركز الإسكندرية للابداع أغسطس 2007[2]
- معرض (رؤية) بقاعة بيكار – نقابة الصحفيين يونيو 2008
- معرض (الريشة) قاعة صلاح طاهر - دار الاوبرا المصرية[3] 2015

## المعارض الجماعية
- اشتركت بالعديد من المعارض الجماعية منذ الدراسة بالكلية عام 1978
- معرض الفنان عادل ثابت وفنانات المرسم قاعة شاديكور فبراير عام 2002
- معرض بقصر ثقافة الاسماعيلية عام 2005
- معرض جماعى بقاعة شاديكور عام 2006
- معرض الربيع بساقية الصاوى عام 2006
- المهرجان التشكيليى الثالث بالجمعية الاهلية بمركز الابداع بالإسكندرية أغسطس 2006
- معرض الجمعية الاهلية للفنون الجميله بدار الاوبرا المصرية ديسمبر 2006
- معرض الفن لكل اسرة بقاعة شاديكور مارس 2007
- معرض صالون الربيع الثانى بساقية الصاوى أبريل 2007
- معرض تنويعات على لحن شرقى بقصر الغورى تابع للجمعية الاهلية للفنون التشكيلية وصندوق التنمية الثقافية أبريل 2007
- معرض المعارض للمقتنيات بقصر الفنون دار الاوبرا في أبريل 2007
- معرض الخماسى مع كل من الفنانين أ/ على الدسوقى – أ/ عادل ثابت – أ/ جلال الحسينى – أ/ خالد السماحى بقاعة شاديكور مايو 2007
- معرض صالون جاليرى بقصر الفنون دار الاوبرا المصرية في مايو / يونيه 2007
- معرض الصحراء مع جماعة صحبة فن بأرض المعارض 2008
- صالون الجمعية الاهلية للفنون الجميله العشرون بدار الاوبرا المصرية 2008
- معرض الفن لكل اسرة بقاعة شاديكور مارس 2008
- معرض جماعة صحبة فن بمكتبه المستقبل مارس 2008
- معرض صالون الاتيلية السادس والخمسون – اتيليه القاهرة أغسطس 2008
- معرض عطاء لصالح مستشفى اورام الأطفال بقاعة الفنون التشكيلية الرئيسية بالاوبرا أغسطس 2008
- معرض (مصر التي في خاطرى) بمركز الإسكندرية للابداع مع جمعية المحافظة على التراث المصرى في نوفمبر 2008
- المعرض الرابع لجماعة صحبة فن بمكتبه المستقبل في ديسمبر 2008 2009
- معرض الفن لكل اسرة قاعة شاديكور مارس 2009
- المعرض العام الثانى والثلاثون (مهرجان الابداع التشكيلى الثالث) 2009
- معرض المعارض للمقتنيات بمتحف النصر للفن الحديث ببورسعيد أبريل 2009
- معرض صحبة فن بدار الاوبرا المصرية في أكتوبر 2009
- معرض بالقاعة المستديرة لنقابة التشكيليين لجمعية المحافظة على التراث المصرى سبتمبر 2009
- معرض صالون اتيليه القاهرة السابع والخمسون سبتمبر 2009
- معرض صحبة فن السادس بالمركز الثقافي اليونانى يناير 2010
- معرض انا مصرى بدار الاوبرا لجمعية المحافظة على التراث المصرى يناير 2010
- معرض الفن لكل اسرة بقاعة شاديكور في مارس 2010
- معرض فنانات مبدعات بمتحف عفت ناجى وسعد الخادم في مارس 2010
- صالون الجمعية الاهلية للفنون الجميلة الحادى والعشرون مايو 2010
- صالون اتيليه القاهرة الثامن والخمسون - سبتمبر 2010
- معرض (عالم الجنس اللطيف) لتسعة فنانات بأتيليه شاديكور أكتوبر 2010
- معرض (تنوعات على لحن الخامس والعشرون من يناير) بقصر ثقافة روض الفرج تابع لجمعية المحافظة على التراث المصرى - مارس 2011
- معرض (الفن المصرى في عهد الثورة) بشارم الشيخ فندق هلتون الشلالات 2011
- معرض (الفن لكل اسرة) بقاعة شاديكور2011
- الصالون الثانى والعشرين للجمعية الاهلية للفنون الجميلة بالقاعة الرئيسية للفنون التشكيلية دار الاوبرا المصرية مايو 2011
- معرض (حلوه يا بلدى) بمركز سعد زغلول الثقافى (بيت الامة) تابع لجمعية المحافظة على التراث المصرى – سبتمبر 2011
- معرض (صهوة 2) بمركز الهناجر للفنون بدار الاوبرا المصرية- فبراير 2012
- معرض (تراث النوبة) بقاعة المؤتمرات بالمجلس الاعلى للثقافة – مارس 2012
- معرض (الفن لكل اسرة) بقاعة شاديكور- مارس 2012
- معرض الفنون القبطية (ابداع) بقبة الغورى – مايو 2012
- معرض (عيون مختلفة 2) بقبة الغورى تابع لكل من صندوق التنمية الثقافية وجمعية المحافظة على التراث المصرى – أكتوبر 2012
- معرض (رسالة سلام) بقبة الغورى ضمن احتفالية رسالة سلام التي تقام شهريا في قبة الغورى ديسمبر 2012
- معرض (ابداعات مصرية) بقاعة صلاح طاهرفي دار الاوبرا المصرية- يناير 2013
- معرض بقصر ثقافة (روض الفرج) بعنوان (لقطة من مصر) – فبراير 2013
- معرض (الفن لكل اسرة) بقاعة شاديكور – أبريل 2013
- ضيف شرف جاليرى شاديكور لمعرض (الفنان عادل ثابت والدارسين) – يونيو 2013
- معرض (ملامح مصرية) بقاعة العرض بالمتحف القبطى ضمن فعاليات مهرجان الثقافة التراثية والفنية لجمعية المحافظة على التراث المصرى – أكتوبر 2013
- معرض (ملامح مصرية 2) بمتحف سعد الخادم وعفت ناجى – أكتوبر 2013
- معرض (ملامح مصرية 3) بقصر ثقافة بنها تحت اشراف الهيئة العامة لقصور الثقافة ضمن مهرجان الثقافة التراثية والفنية – أكتوبر 2013
- معرض (ملامح مصرية 4) بقصر ثقافة الجيزة تحت اشراف الهيئة العامة لقصور الثقافة بالتعاون مع جمعة المحافظة على التراث المصرى – ديسمبر 2013
- صالون أتيليه القاهرة للتصوير (دورة محمد ناجى) – مارس 2014
- معرض الفن لكل اسرة بقاعة شاديكور – مارس 2014
- معرض (في حب مصر) لصالح صندوق دعم مصر بقاعة صلاح طاهر – دار الاوبرا المصرية – أبريل 2014
- معرض (العالم بعيون مصرية) لعشرة فنانين من جماعة صحبة فن بالمركز المصرى للتعاون الثقافى الدولى – أبريل 2014
- معرض (الفنانات) للجمعية الاهلية للفنون الجميلة في بيت الشاعر بالجمالية – 2014

## معارض دولية
- بينالى اكوادور الدولى الرابع في كيتو بأمريكا الجنوبية – أكتوبر 2012
- معرض جوال لبينالى اكوادور الدولى بقاعة سبنس بمدينة تورونتو كندا [4]– يونيو 2013
- بينالى اكوادورالدولى للفنون المتوارثة الدورة الخامسة - أمريكا الجنوبية [5]– أغسطس 2014
- معرض جوال بعنوان (عالم متجدد) لمركز اْرمانو لفنانى أمريكا اللاتينيه بالبرازيل بالتعاون مع وزارة خارجية اوراجواى بقصر سانتوس بمدينة مونتفيديو[6] - اوروجواى – نوفمبر 2014
- معرض بالنرويج – قاعة جيسينهايم تابع للمعرض الجوال الخاص بالدورة الخامسه من بينالى اكوادور الدولى – أكتوبر 2014

## الكتب والموسوعات المدرج بها اسم الفنان
(ذاكرة الفنون التشكيلية في مائه عام) الصادر عن الهيئة العامة لقصور الثقافة اعداد الفنان الناقد عصمت داوستاشى ضمن أهم الفنانين المصريين من مواليد عام 1958

## جوائز محلية
- حاصلة على العديد من شهادات التقدير من جهات متعدده عن المعارض المختلفة.
- تكريم وشهادة تقدير من وزير الثقافة ورئيس قطاع الفنون التشكيليه بوزارة الثقافة[7] عام 2012
- تكريم وشهادة تقدير من وزير الثقافة ورئيس قطاع الفنون التشكيليه بمركز الجزيرة للفنون[8] عام 2015
- تكريم وشهادة تقدير من جمعية المحافظة على التراث المصرى بمقر الجمعية [9] عام 2015
- تكريم وشهادة تقدير من الجمعية الاهلية للفنون الجميلة بقصر الفنون في دار الاوبرا المصرية[10] عام 2015

## جوائز دولية
- حاصلة على الجائزة الخاصة في مجال التصوير بالألوان المائية من بينالى اكوادور الدولى الرابع [11] عام 2012
- حاصله على الجائزة الأولى لبينالى الاكوادور الدولى الخامس في مجال التصوير[12][13][14] عام 2014

## مقتنيات
- متحف الفن المصرى الحديث- المتحف الزراعى
- متحف الفن الحديث بالقصر الثقافى الاكوادورى بأمريكا الجنوبية
- وزارة الخارجية المصرية
- الجامعة الأمريكية بالقاهرة
- مركز الإسكندرية للابداع
- القنصلية الروسية بالأسكندرية
- المركز الثقافى الروسي بالإسكندرية
- قنصلية فنلندا بالإسكندرية
- نقابة الصحفيين بالقاهرة
- مقتنيات بينالى الإكوادور الدولى بمدينة كيتو بالاكوادور
- مقتنيات مركز ارمانو لفنانى أمريكا أللاتينية بالبرازيل
- ولدى افراد بمصر والخارج.